# Bataille de Souk Ahras
Guerre d'Algérie
Batailles
- Toussaint rouge
- Opération Eckhmül
- Opération Aloès
- Opération Véronique (en)
- Opération Violette
- Massacres d'août 1955 dans le Constantinois
- Opération Timgad
- Bataille d'El Djorf
- Opération Oiseau bleu
- Embuscade de Palestro
- Bataille d'Alger
- Bataille de Bouzegza
- Bleuite
- Bataille de Timimoun
- Bataille des Frontières
- Combat du Fedj Zezoua
- Coup d'État du 13 mai 1958
- Opération Résurrection
- Opération Couronne
- Opération Brumaire
- Plan Challe
- Opération Jumelles
- Semaine des barricades
- Manifestations de décembre 1960
- Putsch des généraux

- Bataille de Bab El Oued
- Fusillade de la rue d'Isly
- Massacre d'Oran

La bataille de Souk Ahras s'est déroulée du 29 avril au 1er mai 1958 durant la guerre d'Algérie. Elle oppose à la frontière tunisienne, l'Armée française aux forces du FLN.
Les forces françaises étaient principalement composées des parachutistes du 9e Régiment de chasseur parachutistes du colonel Pierre Buchoud, des légionnaires-parachutistes du 1er régiment étranger de parachutistes du colonel Pierre Paul Jeanpierre. Ils seront par la suite rejoints par le 2e régiment étranger de parachutistes. Le tout sous le commandement du général Paul Vanuxem qui laisse une grande autonomies à ses colonels.
L'issue du combat tourne en faveur des français, qui réussissent à bloquer le passage de la frontière aux rebelles malgré de lourdes pertes. Cette bataille met un terme à toute tentative des rebelles d'ouvrir une brèche dans le barrage. Les Wilayas sont donc désormais isolés de l'extérieur.

## Forces en présence
Le commandement algériens engagent le 4e faïlek, un bataillon composé de 900 à 1000 hommes bien armés et organisés en trois companies. Ils envoient également trois convois, l'ensemble fait donc 1100 hommes.
La région est défendue par trois régiments de parachutistes et cinq bataillons de troupes du secteur. Soit le 9e Régiment de chasseurs parachutistes, le 1er Régiment étranger parachutiste, le 2e Régiment étranger parachutiste pour les trois régiments parachutistes renforcés par le II/60e RI, 2 compagnies du III/60, le II/153e RIM, l’escadron de chars du 152e RIM, le 4e Groupe du 8e Régiment d’Artillerie (élément de la 11e Division d'Infanterie du général Baltmigère et de la 2e Division d'Infanterie mécanisée du général Vanuxem).